# 伊恩·賀斯福
伊恩·丹尼爾·賀斯福（英語：Ian Daniel Hosford，1988年10月25日—），生於香港，已退役美國籃球運動員，司職中鋒，持有香港身份證，現時在安永諮詢服務工作。

## 籃球生涯
賀斯福生於香港，中學就讀香港國際學校，及後透過獎學金到美國升讀哈特內爾大學，於2009年轉讀加州州立大學蒙特利灣分校，代表學校出戰NCAA，為校隊正選球員，畢業後他因放了大部份時間在工作，而有一年時間沒有接觸籃球。
賀斯福於2012年5月加盟超敏，因身型高大而被迫轉打內線，他在5月22日處子戰取得13分，但仍未能助球勝出，最終超敏以65–84不敵永倫。 在2013年轉會永倫，2016年3月30日，永倫在高級組銀牌賽憑賀斯福取得全場最高的23分和23個籃板的「大號雙雙」，以88–65大勝南青。

## 家庭生活
賀斯福父親為Matthew Hosford，而母親為Staci Hosford，兄長是Tyler Hosford，賀斯福已婚並育有兩子。

## 外部連結
- 伊恩·賀斯福在Eurobasket.com（球員）（英语）
- MEN'S BASKETBALL （页面存档备份，存于）